# Childs (Schiff)
Die USS Childs (AVP-14) ex (DD-241) war ein ehemaliger Zerstörer der Clemson-Klasse, der ab 1938 zu einem Tender für Seeflugzeuge umgebaut wurde. Bis 1941 wurden noch 13 weitere Zerstörer der genannten Klasse zu derartigen Tendern umgebaut. Beim Umbau wurden die beiden vorderen Schornsteine und Kessel entfernt und durch Tanks für Flugzeug-Benzin und Ruheräume für Flugzeugbesatzungen ersetzt. Auch wurde die Bewaffnung der neugeschaffenen Flugzeugtender verändert.
Die Childs war der erste derartige Umbau. 1939 als AVP-14 fertiggestellt, wurde das inzwischen als AVD-1 klassifizierte Schiff ab dem 1. November 1940 bei der amerikanischen Asienflotte auf den Philippinen eingesetzt. Dort blieb das Schiff bis zum Kriegsausbruch mit Japan im Einsatz. Die Childs entkam von dort nach Australien und wurde auf diesem Kriegsschauplatz bis zum Sommer 1944 eingesetzt.

## Geschichte der USSChilds
Der Zerstörer Childs wurde am 19. März 1919 als Zerstörer No° 241 bei der New York Shipbuilding Corp. in Camden mit der Baunummer 230 begonnen und lief am 15. September 1920 dort vom Stapel. Benannt wurde der Zerstörer nach dem Leutnant Earle W. F. Childs (1893–1918). Der amerikanische U-Boot-Offizier starb als Beobachter auf dem britischen U-Boot HMS H 5, als es irrtümlich von einem britischen Dampfer durch Rammstoß versenkt wurde.
Die Navy übernahm ihren neuen Zerstörer schon am 22. Oktober 1920.
Nach ersten Tests wurde der Zerstörer bald nach Europa geschickt, wo er am 14. Februar 1921 in Gibraltar eintraf. Während ihrer Dienstzeit bei den US Naval Forces, Europe kam die Childs im Mittelmeer, der Adria, Nord- und Ostsee zum Einsatz. Ab dem 25. November 1921 in Istanbul (damals Konstantinopel) stationiert, kam der Zerstörer 1922 in humanitären und diplomatischen Aufgaben bezüglich Russland bis zum 1. April zum Einsatz. Am 8. Juli 1922 verließ der Zerstörer dann Cherbourg Richtung USA, wo er am 29. in Philadelphia eintraf.

In der Folgezeit wurde das Schiff an der Ostküste und in der Karibik zu Ausbildungsaufgaben eingesetzt. Ab dem 14. Februar 1925 nahm sie an großen Manövern der Scouting Fleet teil, die sie bis nach Hawaii führten. Auch in den Jahren 1932, 1933, und 1934 kam sie bei der Teilnahme an Manövern an die amerikanische Westküste. Ab dem 9. November 1934 wurde San Diego dann der neue Heimathafen des Zerstörers, von wo er Übungen vor den nordwestlichen Bundesstaaten und Alaska durchführte. Zu einer Überholung kehrte die Childs wieder an die Ostküste zurück. Wieder auf ihrer Station am Pazifik, bevor sie am 14. Mai 1938 die Westküste verließ, um in Philadelphia zum Flugzeugtender umgebaut zu werden.

### Seeflugzeug-Tender
1938 forderte die US Navy schnelle Tender als bewegliche Basen für den Einsatz ihrer Langstrecken-Flugboote. Am 1. Juli 1938 beschloss man daher zwei Zerstörer der Clemson-Klasse zu schnellen Tendern umzubauen. Ausgewählt wurden die Childs und ihr Schwesterschiff Williamson.
Beim Umbau wurden die beiden vorderen Kessel mit den zugehörigen Schornsteinen entfernt. Dies ermöglichte den Einbau von Tanks für etwa 50.000 Gallonen Flugbenzin. Die verbliebene Maschinenleistung ermöglichte den Schiffen noch eine Höchstgeschwindigkeit von 22 bis 24 Knoten. Von der Bewaffnung der ehemaligen Zerstörer wurden die beiden seitlichen 4-inch-Kanonen, die 3-inch-Flak und die vier Drillings-Topedorohre entfernt. Die Aufbauten wurden nach hinten erweitert und dort Ruheräume für die Flugzeug-Besatzungen eingebaut. Die Tender erhielt auch einen Kran und zusätzliche Arbeitsboote zur Betreuung der Einsatzmaschinen.

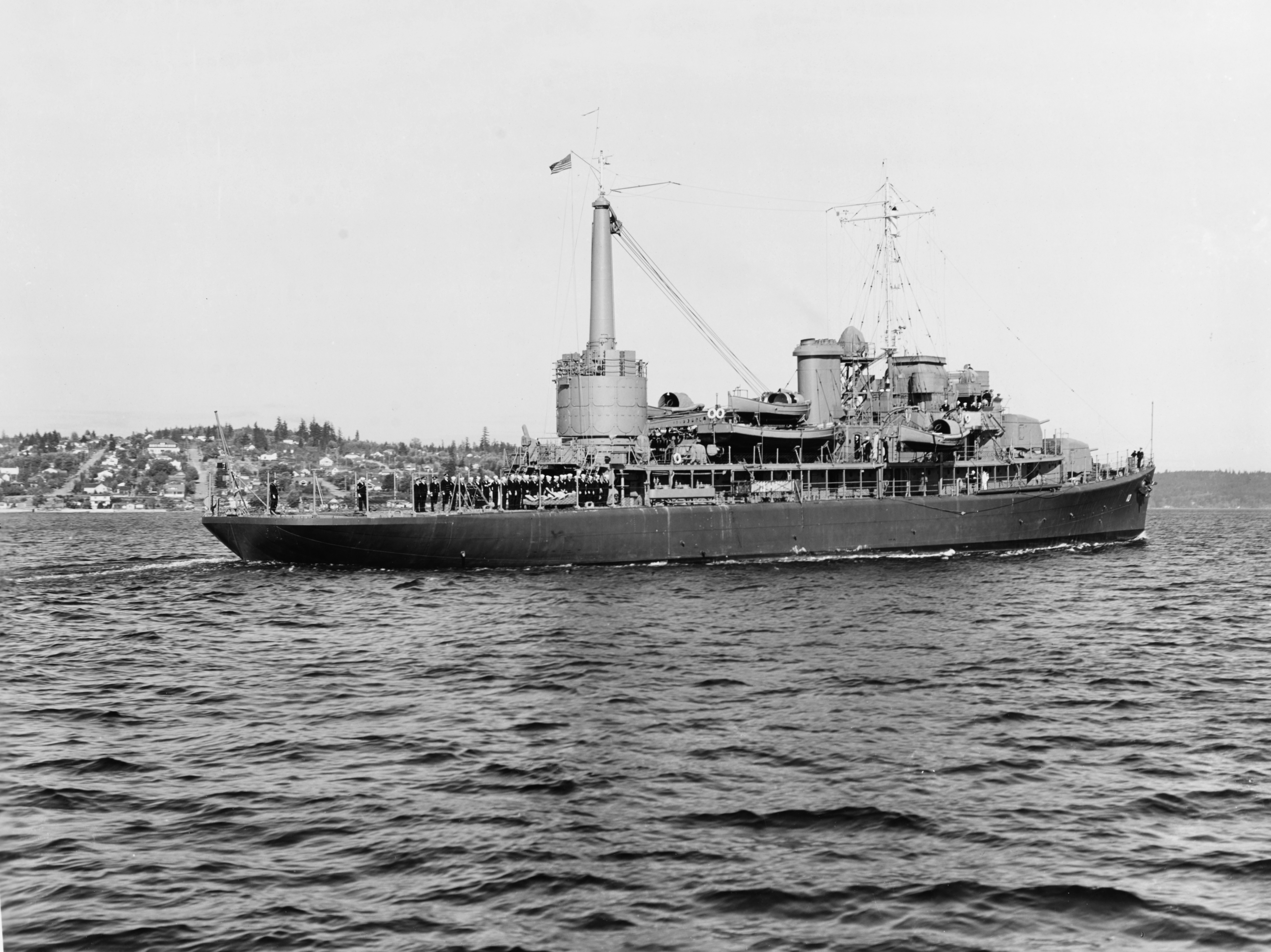
USS Barnegat (AVP-10)

Die umgebauten Schiffe wurden positiv beurteilt und schon 1939 wurde fünf weitere Umbauten genehmigt. 1940 folgte der Auftrag für sieben weitere Schiffe, die alle vor dem Kriegsausbruch im Pazifik fertiggestellt wurden.
Allerdings wurden von der US Navy auch neue Flugzeug-Tender bestellt, deren Neubau als AVP 10 – 14 im Herbst 1939 begann. Die entstehenden kleinen Flugzeugtender der Barnegat-Klasse wurden in einer großen Stückzahl gefertigt und machten die umgebauten Tender der Childs-Klasse frühzeitig wieder überflüssig.
Umgebaut erfolgte der erste Einsatz der Childs bei den Flottenmanövern 1939, wo sie vor Florida und San Juan eingesetzt wurde. Nach einem kurzen Werftaufenthalt in Philadelphia verlegte der Tender am 29. Juni 1939 zu seiner neuen Basis Pearl Harbor. Die Einsätze von dort führten das Schiff nach Midway, Wake und Guam. Nachdem dem der ehemalige Zerstörer am 1. Oktober die neue Kennung AVD-1 erhalten hatte, verließ er am folgenden Tag Pearl Harbor, um künftig bei der US Asiatic Fleet eingesetzt zu werden.
Am 1. November 1940 erreichte die Childs Cavite in der Bucht von Manila / Philippinen, das ihre neue Heimatbasis bis zum Krieg mit Japan bleiben sollte. Zusammen mit den älteren Tendern Langley, dem umgebauten ersten amerikanischen Flugzeugträger, und Heron, einem umgebauten Minensucher, sowie der ähnlichen, im Dezember 1940 eintreffendem William B. Preston unterstützte sie den Einsatz des Patrol Wing 10, der in den Staffeln VP 101 und VP 102 über 28 Consolidated-PBY-4-Flugboote verfügte.

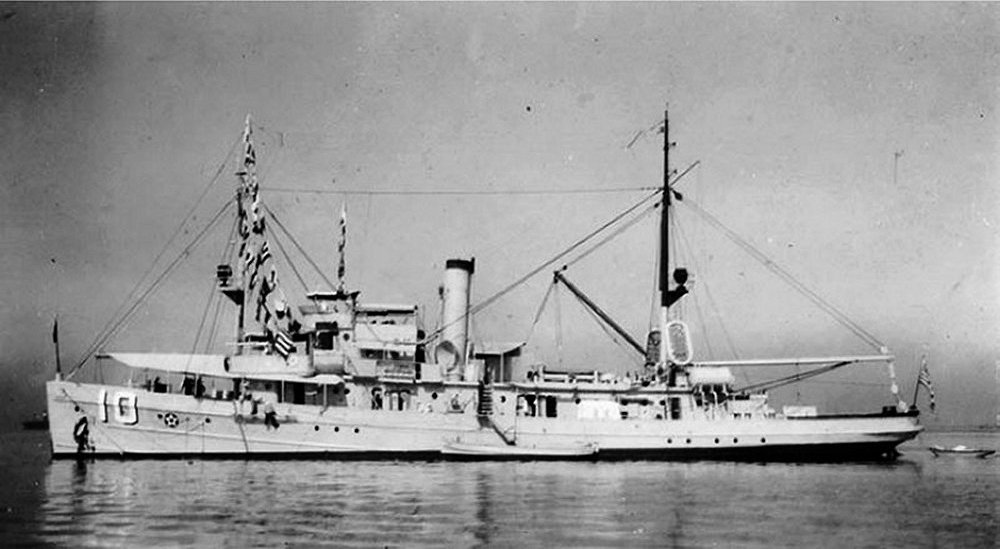
Der Tender Heron

### Rückzug nach Australien
Als der Krieg ausbrach, befand sich die Childs in der Werft in Cavite zu einer Routinereparatur. Als die japanischen Bombenangriffe am 10. Dezember 1941 erfolgten, wurde das Schiff im Hafenbecken des Stützpunktes trotz geringer Bewegungsmöglichkeiten nicht getroffen. Die Flugboote des Patrol Wing 10 waren in der Masse auch um die philippinische Hauptstadt stationiert. Nur das Schwesterschiff William B. Preston erkundete mit vier Flugbooten Einsatzmöglichkeiten mit Davao auf Mindanao als Basis. Die Heron testete Einsatzmöglichkeiten der Navy-Flugzeuge von Stützpunkten auf Palawan mit vier Vought OS2U Kingfisher.

Am 15. begann der Rückzug der Childs von Manila über zuvor erkundete Häfen nach Süden. Auch das Schwesterschiff William B. Preston und die beiden anderen Tender zogen sich zurück oder transportierten dringend benötigten Nachschub. Die Flugboote beobachteten die Bewegungen der Japaner. Ihre Angriffsversuche scheiterten meist an der Überzahl der japanischen Angreifer und führten zu erheblichen Verlusten. Anfang Januar traf der Tender in Ambon auf das aus Australien zurück kommende Schwesterschiff William B. Preston, von dem es Ersatzteile und Treibstoff übernahm.

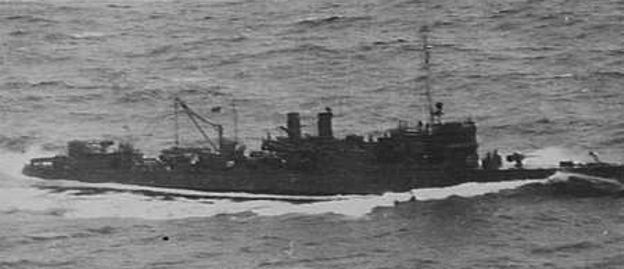
USS William B. Preston (AVD-7), 1942

Die Childs hatte am 24. Januar 1942 viel Glück, als die Japaner nahe Kendari (Celebes) landeten. Der Tender verließ den dortigen Hafen erst nach der japanischen Landung in der Nähe, wurde von japanischen Zerstörern entdeckt, konnte aber in starkem Regen entkommen. Ein späterer Luftangriff des Feindes verlief ebenfalls erfolglos. Als die amerikanischen Flugboote und ihre Begleiter Sumatra erreichten, war die Flugboot-Stärke trotz einiger Verstärkungen mehr als halbiert und die Staffel 102 wurde aufgelöst.
Die Flugboote wurde schon frühzeitig aus den Kämpfen zurückgezogen und flogen, wie auch die einzeln marschierenden Tendern Childs, Heron und Preston, in Richtung Australien, wo die Childs am 28. Februar 1942 in Exmouth Gulf eintraf. Später trafen die Childs, die schon am 19. Februar vor Port Darwin bei dem großen japanischen Luftangriff erheblich beschädigte William B. Preston und die Heron zusammen. Die Childs musste die Betreuung amerikanischer Flugboote vorerst allein fortsetzen, da die beiden anderen Tender erst ihre Schäden beseitigen und ihre Besatzungen auffüllen mussten.

### Verwendung bis zum Kriegsende
Childs blieb Tender der amerikanischen Flugboote, die von Fremantle oder anderen Basen in West-Australien eingesetzt wurden. Die amerikanischen Flugboote erledigten vornehmlich Aufklärungsflüge, wurden flogen aber auch Kampfeinsätze gegen den feindlichen Schiffsverkehr bzw. verlegten Minen und Rettungsflüge. Instandsetzungen des Tenders erfolgten auf australischen Werften. Ihre Aufgabe teilte sich die Childs mit dem Schwesterschiff William B. Preston und der Heron. 1944 nahmen die drei Tender anfangs auch am Vormarsch über Neuguinea zu den Admiralitätsinseln teil, aber nur die alte Heron blieb auch bis zu den Philippinen bei der Flotte, während die beiden umgebauten Zerstörer im Sommer aus der Flotte schieden und zu längst fälligen Grundüberholungen in die Heimat geschickt wurden.

Die Childs verließ am 12. August 1944 die Flotte und erreichte am 19. September 1944 die amerikanische Westküste. Nach der überfälligen Grundüberholung wurde das alte Schiff aber nicht erneut zu Kampfaufgaben herangezogen, sondern verblieb an der amerikanischen Westküste, um zu Ausbildungsaufgaben eingesetzt zu werden.
Childs, die während des Krieges mit einem Battle Star ausgezeichnet wurde, wurde am 10. Dezember 1945 außer Dienst gestellt und im Januar 1946 zum Abbruch verkauft.

## Die Flugzeug-Tender-Umbauten derClemson-Klasse
| AVD | USS Name                    | Bauwerft                                | BNr. | Kiellegung | Stapellauf | fertig   | AVP ab   | KB                                                                              | Endschicksal                                                                     |
| --- | --------------------------- | --------------------------------------- | ---- | ---------- | ---------- | -------- | -------- | ------------------------------------------------------------------------------- | -------------------------------------------------------------------------------- |
| 1   | Childs (DD-241)             | New York Shipbuilding, Camden           | 230  | 19.03.19   | 19.09.20   | 22.10.20 | 1.07.38  | AVP 14 Philippinen, Australien, US-Westküste                                    | 10.12.45 außer Dienst,                                                           |
| 2   | Williamson (DD-244)         | New York Shipbg.                        | 233  | 27.03.19   | 16.10.19   | 29.10.20 | 1.07.38  | AVP 15 3.01.39 Pazifikküste, Aleuten, 25.08.42 schwerer Unfall                  | (AVD 27), 12.43-2.44 DD, 19.12.45 außer Dienst                                   |
| 3   | George E. Badger (DD-196)   | Newport News Shipbuilding               | 238  | 24.09.18   | 6.03.20    | 28.07.20 | 8.01.40  | AVP 16 Karibik, Nordatlantik, Bogue-U-Jagd-Gruppe                               | 19.05.44 APD-33, 3.10.45 a. D.                                                   |
| 4   | Clemson (DD-186)            | Newport News                            | 228  | 11.05.18   | 5.09.18    | 29.12.19 | 15.11.39 | AVP 17 Panama, Brasilien, Bogue-U-Jagd-Gruppe                                   | 7.03.44 APD-31, 12.10.45 außer Dienst                                            |
| 5   | Goldsborough (DD-188)       | Newport News                            | 230  | 8.06.18    | 20.11.18   | 26.01.20 | 1.07.40  | AVP 18 Grönland, Galapagos-Inseln, 6.42 Karibik,                                | 12.43 DD, 7.3.44 APD-32, 11.10.45 a. D.                                          |
| 6   | Hulbert (DD-342)            | Norfolk Navy Yard                       |      | 18.11.18   | 28.06.19   | 27.10.20 | 2.08.40  | AVP 19 Pearl Harbour, 6.42 Alaska                                               | 12.43 DD, Escort und Zielschiff, 2.11.45 a.D,                                    |
| 7   | William B. Preston (DD-344) | Norfolk NY                              |      | 18.11.18   | 9.08.19    | 23.08.20 | 14.06.40 | AVP 20 Philippinen, Australien, Neuguinea, 12.44 USA                            | 6. Dezember 1945 außer Dienst                                                    |
| 8   | Belknap (DD-251)            | Bethlehem Steel, Quincy (Massachusetts) | 331  | 31.07.18   | 14.01.19   | 28.04.19 | 22.11.40 | Ostküste, 9.41 Island, Karibik, Bogue-U-Jagd-Gruppe                             | 15.11.43 DD, 22.06.44 APD-34, 11,01.45 schwer beschädigt, keine Reparatur        |
| 9   | Osmond Ingram (DD-255)      | Bethlehem                               | 335  | 15.10.18   | 23.02.19   | 28.06.19 | 22.11.40 | Panama CZ, Ecuador, Galapagos, Bogue-U-Jagd-Gruppe                              | 11.43 DD, APD-35, Okinawa, Japan, 8.01,46 a. D.                                  |
| 10  | Ballard (DD-267)            | Bethlehem                               | 347  | 3.06.18    | 9.06.18    | 23.12.18 | 2.01.41  | Pazifik, Flottendienst, 1–5.44 Trägerausbildung, Flottendienst                  | 5. Dezember 1945 außer Dienst                                                    |
| 11  | Thornton (DD-270)           | Bethlehem                               | 350  | 3.06.18    | 7.12.18    | 5.06.19  | 5.03.41  | Hawaii, 8.42 Alaska, 11.43 Südpazifik, 2.44 US-Westküste                        | 5.04.45 nahe Ryūkyūs durch Kollision schwer beschädigt, vor Ort ausgeschlachtet, |
| 12  | Gillis (DD-260)             | Bethlehem                               | 340  | 19.12.18   | 17.05.19   | 24.09.19 | 25.03.41 | 6.41 – 4.44 Alaska, 45 Okinawa                                                  | 15. Oktober 1945 außer Dienst                                                    |
| 13  | Greene (DD-266)             | Bethlehem                               | 346  | 3.06.18    | 2.11.18    | 9.05.19  | 6.04.41  | Karibik, 41 Brasilien, Südatlantik, 43 Bogue-U-Jagd-Gruppe,                     | 1.02.44 APD-36, 9.10.45 im Taifun schwer beschädigt, nicht repariert             |
| 14  | McFarland (DD-237)          | New York Shipbg.                        | 226  | 31.07.18   | 30.03.20   | 30.09.20 | 5.10.40  | Pearl Harbour u. a., 6.42 Südpazifik, 16.10 durch Luftangriff schwer beschädigt | 12.43 DD Schulschiff, 8.11.45 a. D.                                              |

Bilder der Klasse
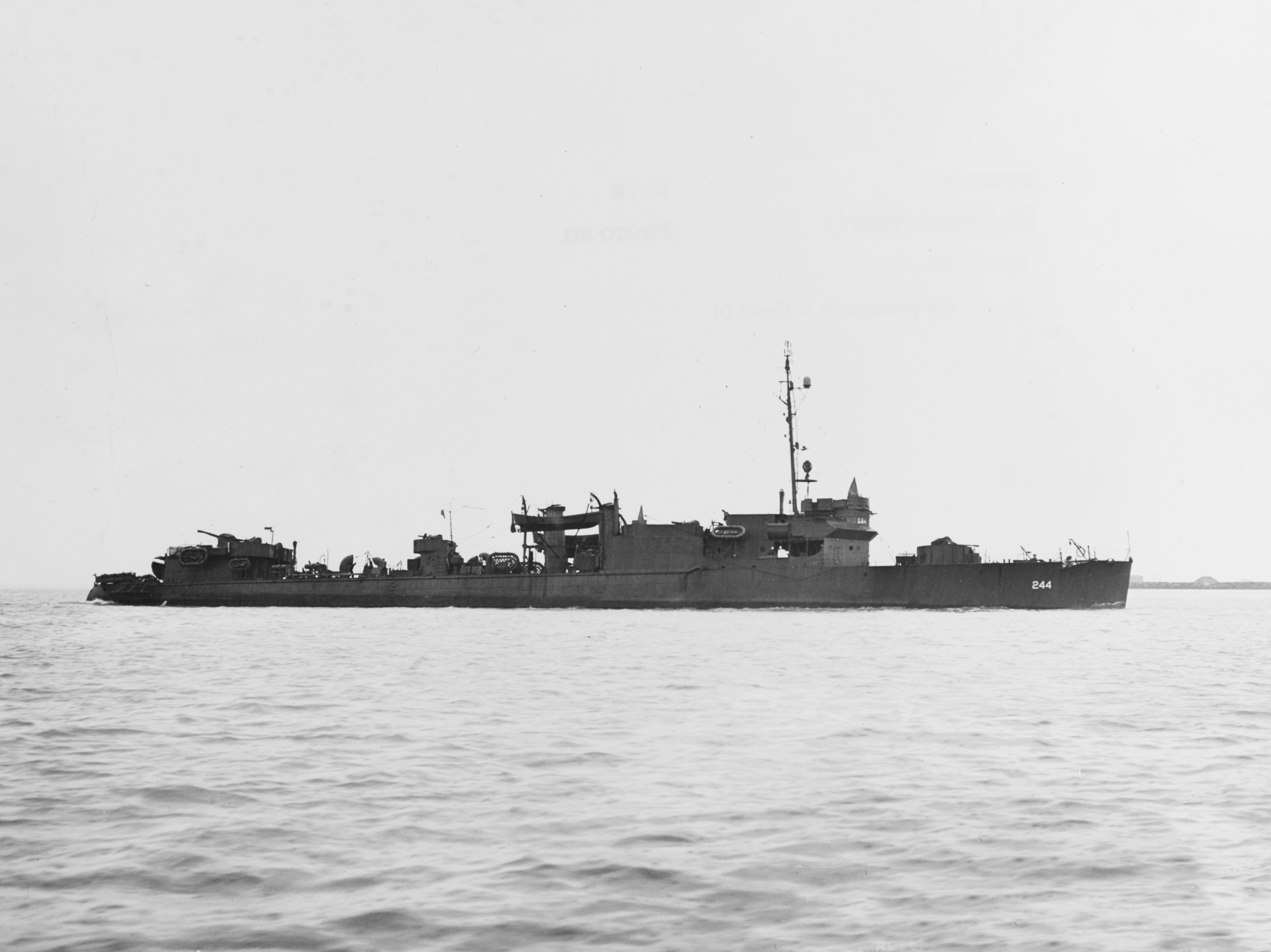
USS Williamson
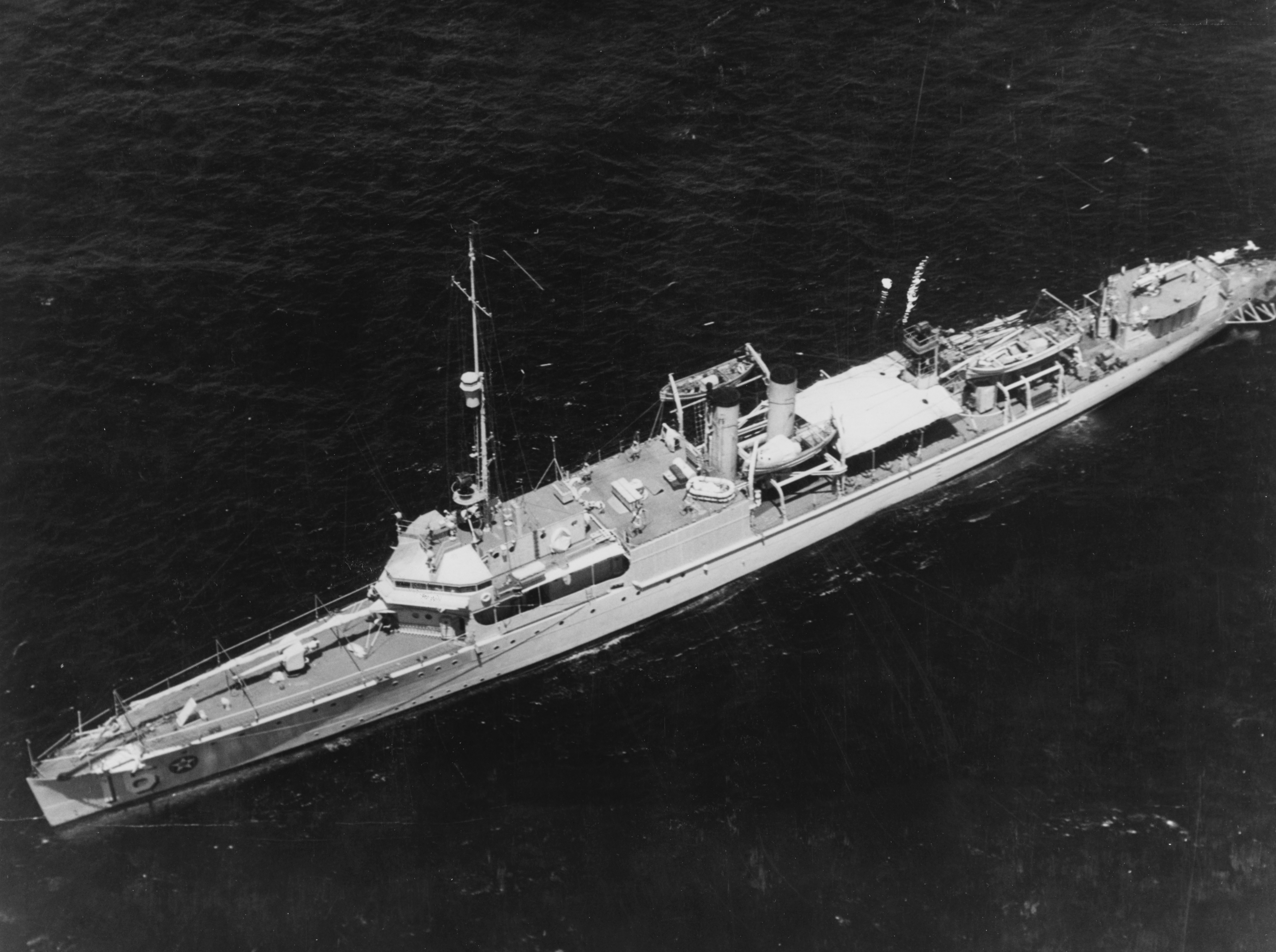
USS George E. Badger (AVP-16)
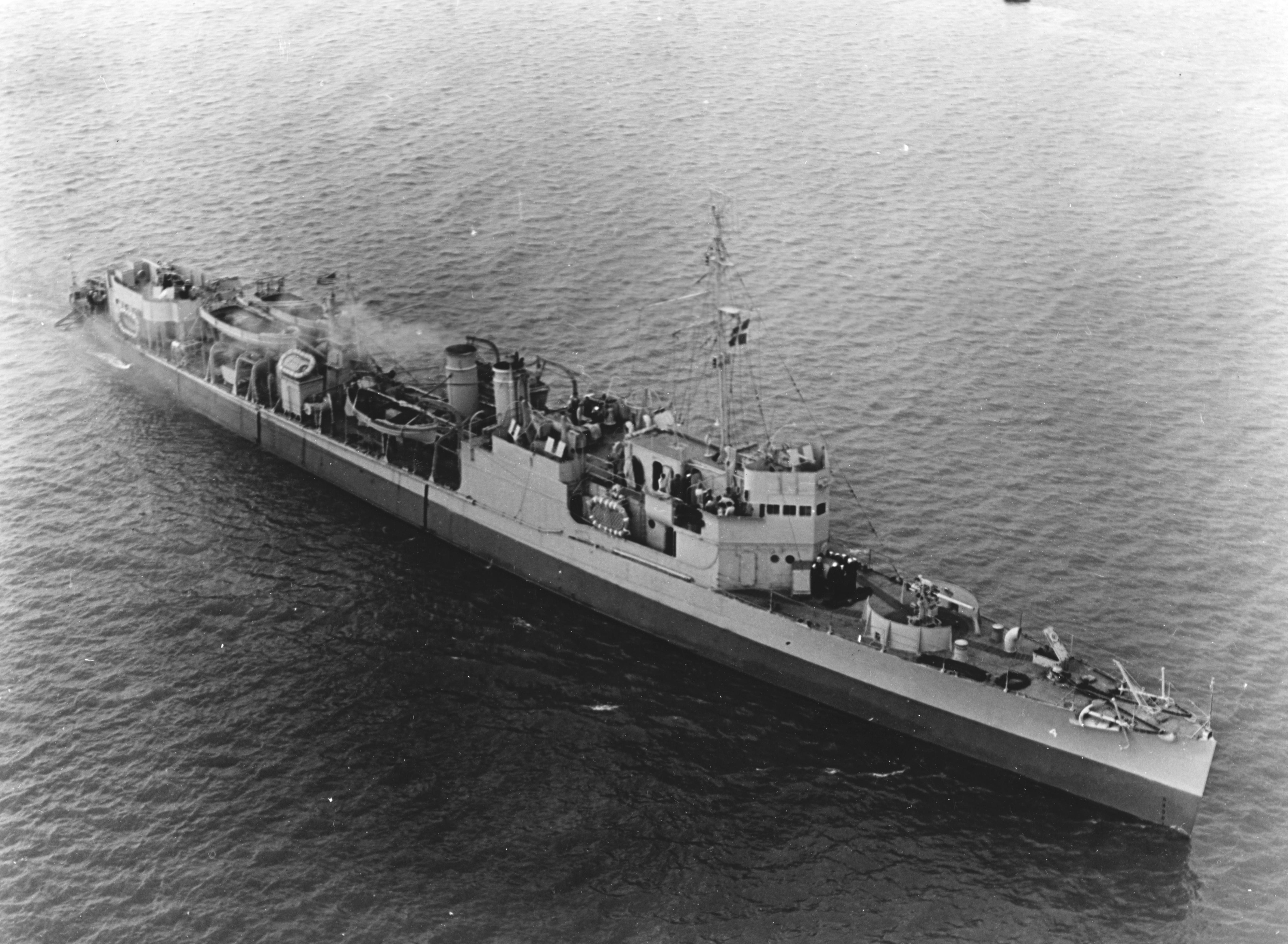
USS Clemson (AVD-4)
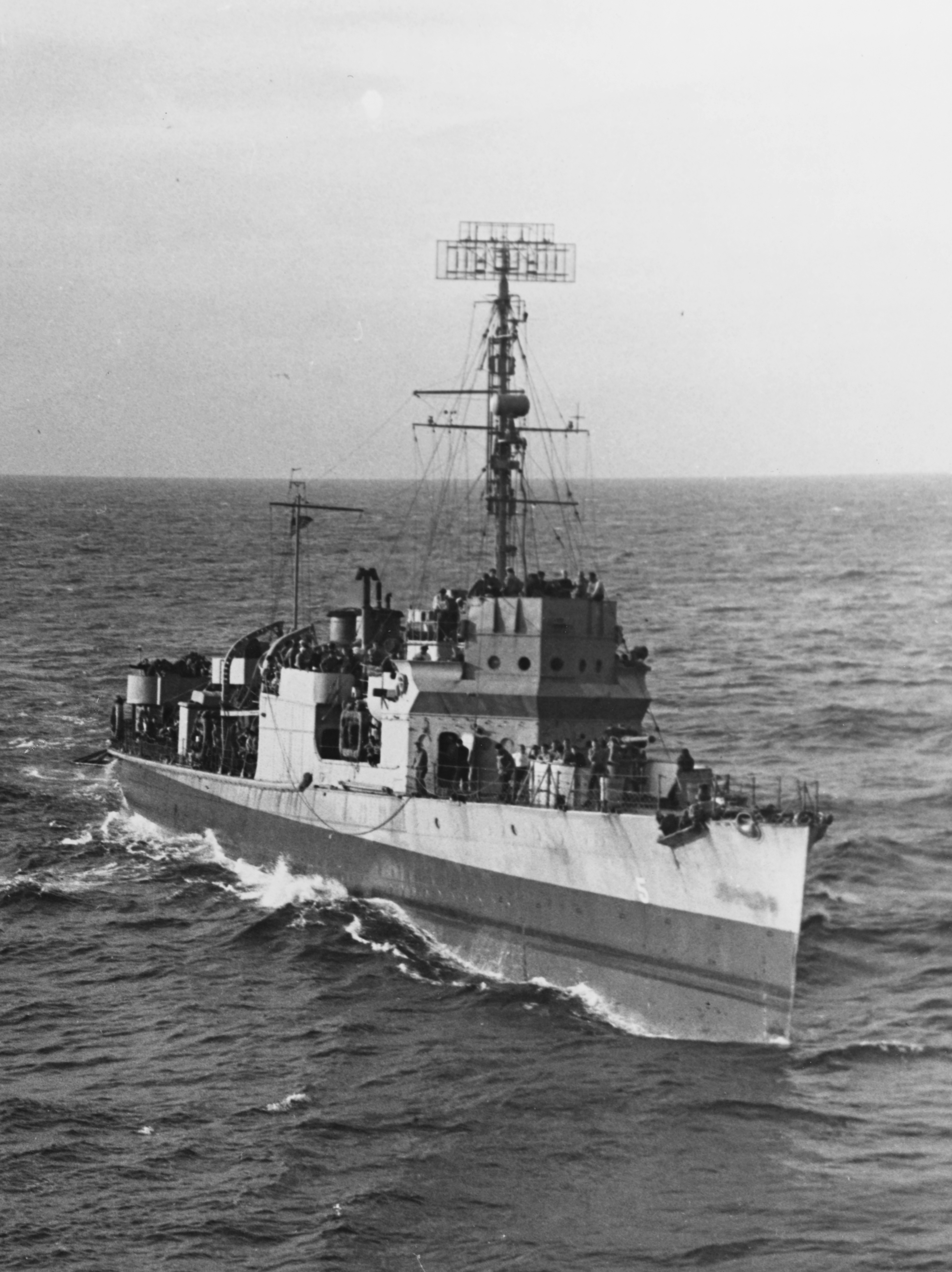
USS Goldsborough (AVD-5)
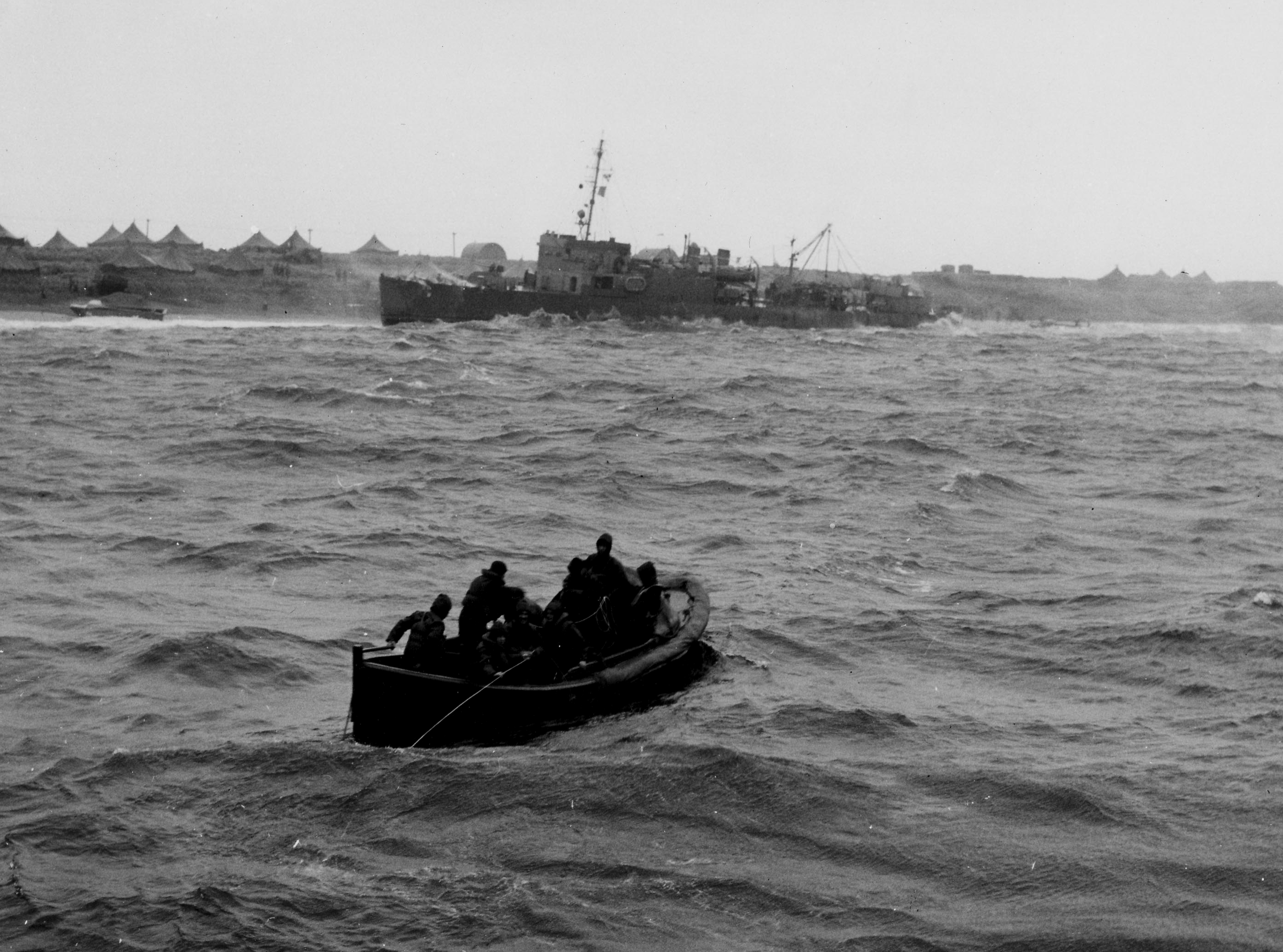
USS Hulbert (AVD-6)
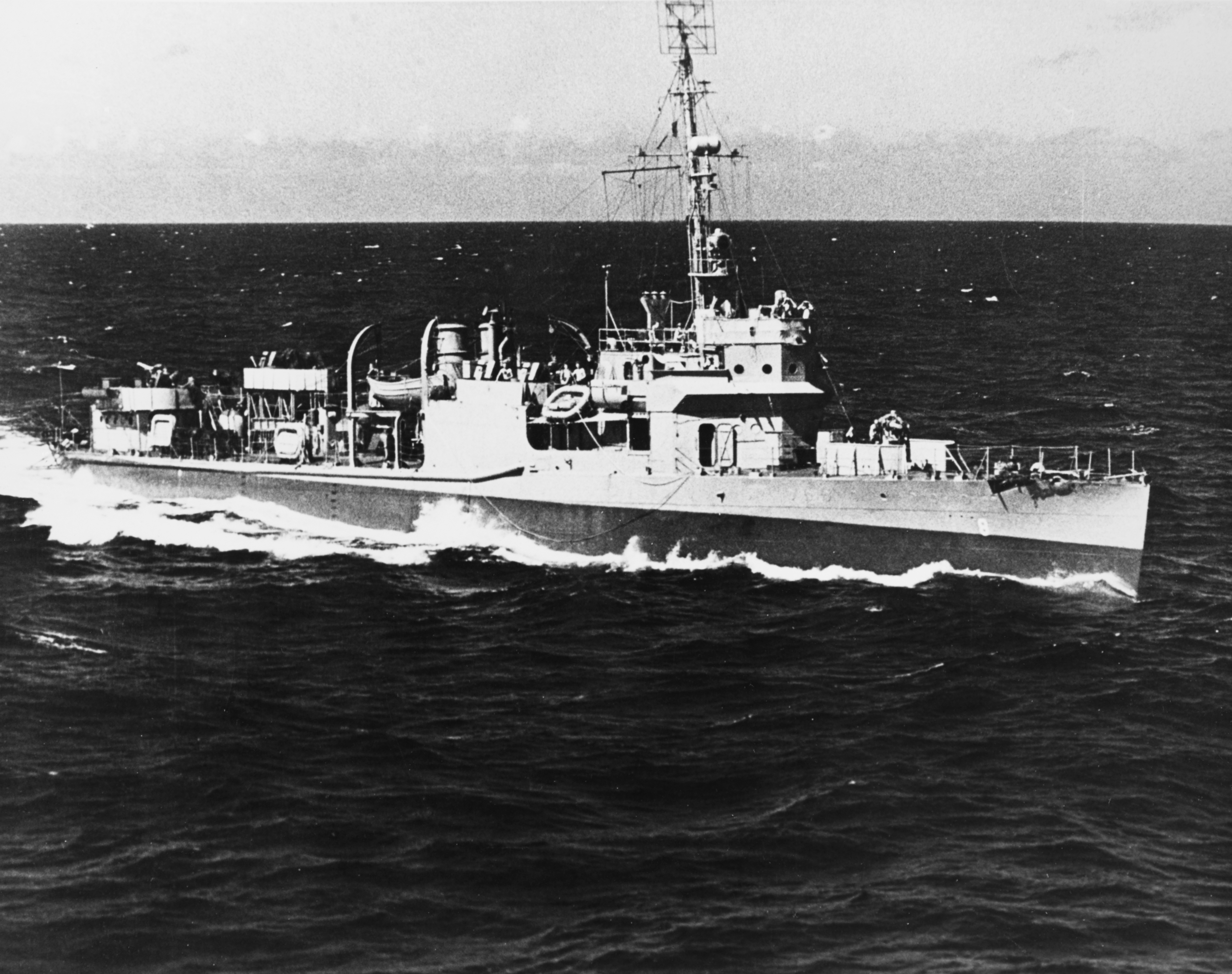
USS Belknap (AVD-8)
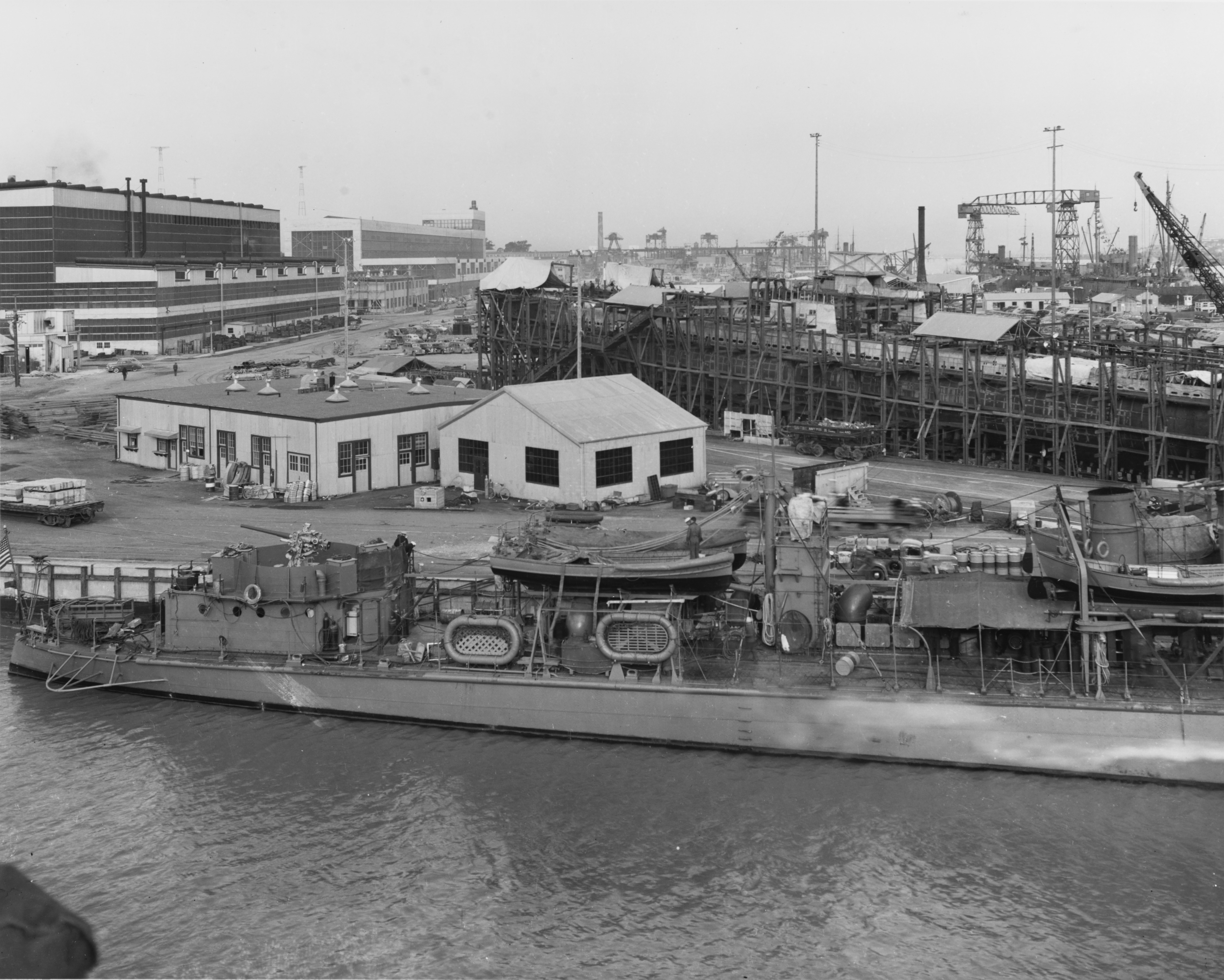
USS Ballard (AVD-10)
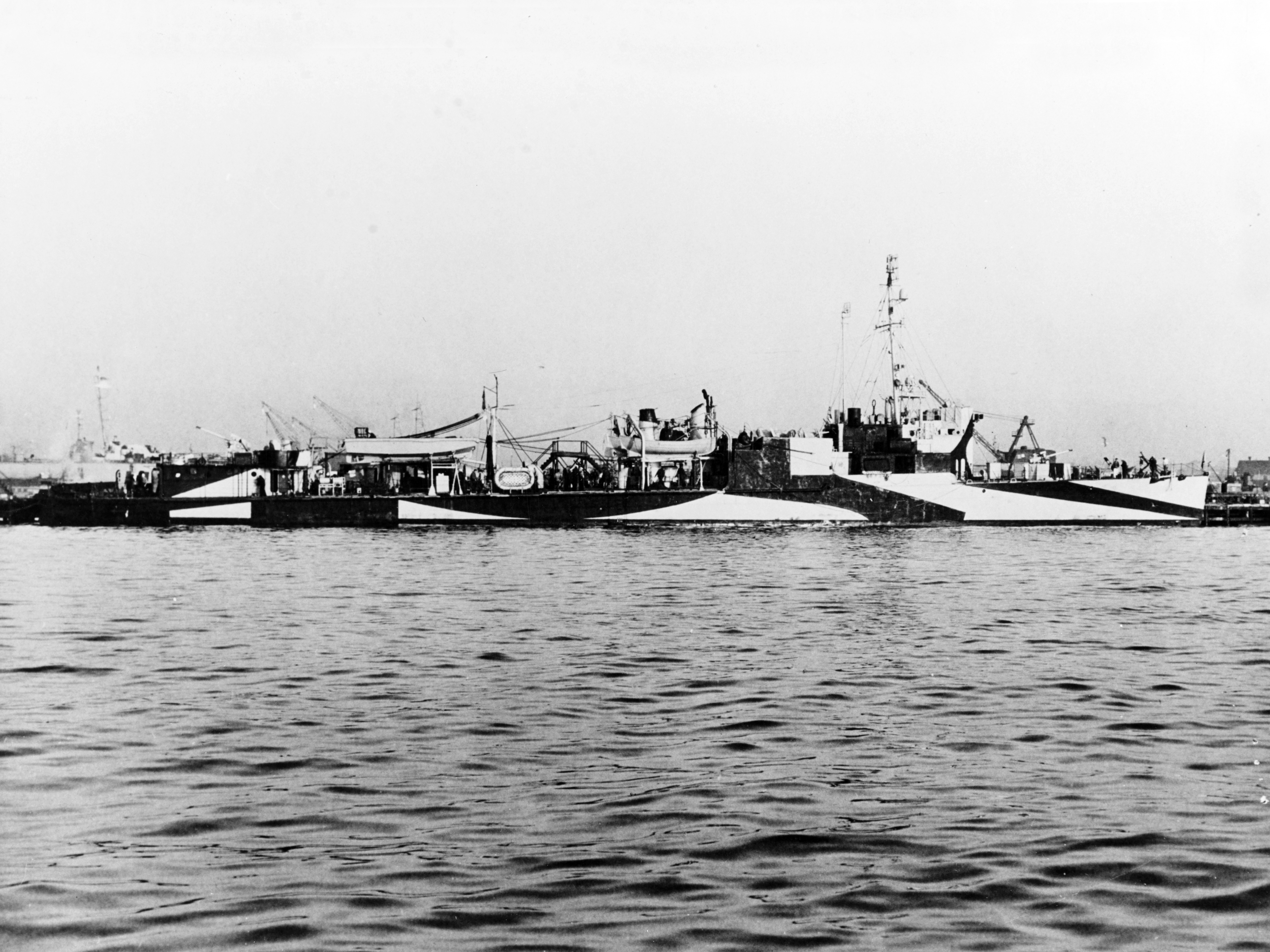
USS Thornton (AVD-11)
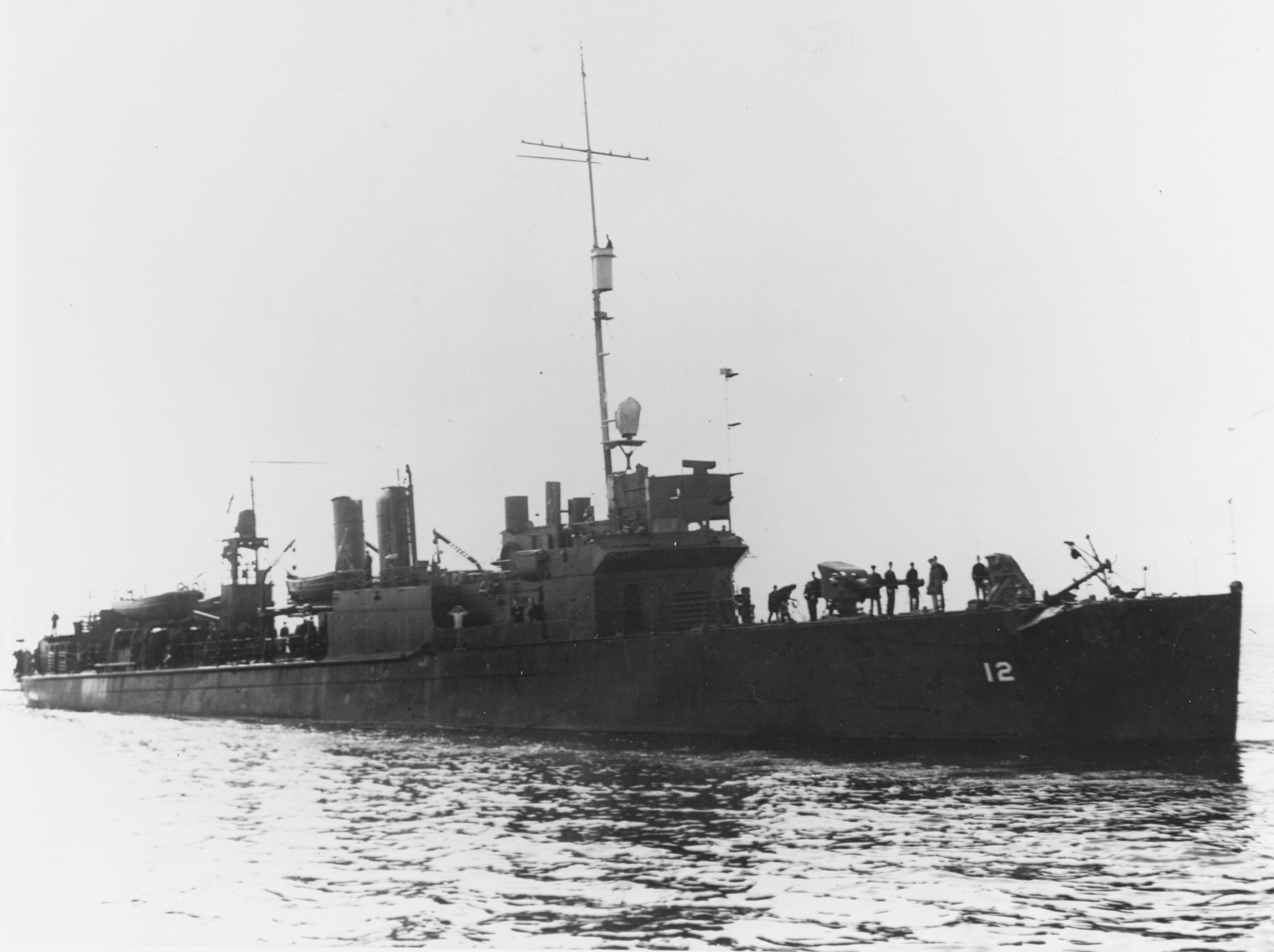
USS Gillis (AVD-12)